# Исмайлов, Бехнам Айдын оглы
Бехнам Айдын оглы Исмайлов (азерб. İsmayılov Behnam Aydın oğlu; 11 ноября 1981, Баку) — азербайджанский игрок в мини-футбол.

## Биография
Футзалом занимается с 1998 года. Первый тренер — Анар Мамедов. На данный момент тренируется под руководством Ибрагима Гасанова.
Карьеру футболиста начал в 1999 году с выступления в составе МФК «ТНТ» (Баку).
Далее выступал в клубах МФК Лидер (Баку), МФК Спартак (Баку), МФК «Азфен» (Баку), МФК «Батабат» (Нахичевань), МФК «Star GSM» (Баку), МФК «ТТ» (Баку), МФК «Олимп» (Нахичевань) и МФК «Апшерон».
Защищал цвета мини-футбольного клуба «Сумгаит», где был капитаном команды.
Имеет также легионерский опыт выступления за молдавский клуб «Камелот» из Кишинева.

## Достижения
- 2007 год — бронзовый призёр чемпионата Азербайджана в составе клуба МФК «Star GSM».
- 2010 год — чемпион Азербайджана в составе МФК «ДСТ».